# Nossa Senhora das Misericórdias
Nossa Senhora das Misericórdias es una freguesia portuguesa del concelho de Ourém, con 42,35 km² de superficie y 5.207 habitantes (2001). Su densidad de población es de 123,0 hab/km².